# Шасјер
Шасјер (фр. Chassiers) насеље је и општина у источној Француској у региону Рона-Алпи, у департману Ардеш која припада префектури Largentière.
По подацима из 2011. године у општини је живело 1003 становника, а густина насељености је износила | становника/km². Општина се простире на површини од 12,26 km². Налази се на средњој надморској висини од | метара (максималној 603 m, а минималној 193 m).

## Демографија
| 1962. | 1968. | 1975. | 1982. | 1990. | 1999. | 2011. |
| ----- | ----- | ----- | ----- | ----- | ----- | ----- |
| 665   | 713   | 713   | 854   | 930   | 866   | 1.003 |

График промене броја становника у току последњих година